# Perquenco
Perquenco è un comune del Cile della provincia di Cautín nella Regione dell'Araucanía. Al censimento del 2002 possedeva una popolazione di 6.450 abitanti. È stata tra il 1860 e il 1862 la capitale del Regno di Araucanía e Patagonia.

## Società

### Evoluzione demografica
| Censimento del 1992 | Censimento del 2002 |
| 5.886 ab.           | 6.450 ab.           |